# Аглона
Аглона (латыш. Aglona, Eglūna, латг. Aglyuna) — крупное село в Латвии, административный центр Аглонской волости и бывшего Аглонского края. По данным за 2021 год, в населённом пункте проживало 833 человека.
Расположено в 40 км к северо-востоку от Даугавпилса на берегу озера Циришс. Всемирно известно католической церковью Вознесения Богоматери, построенной в 1768—1789 годах.
В 10 км к северо-западу от села расположена одноимённая железнодорожная станция на линии Резекне — Даугавпилс.

## История
В советское время населённый пункт являлся центром Аглонского сельсовета Прейльского района. В селе располагалась центральная усадьба совхоза «Аглона».
В 1980 году, в связи с 200-летием Аглонской церкви, папа римский Иоанн Павел II присвоил храму в Аглоне статус «малой базилики» (Basilica minoris). В сентябре 1993 года он посетил Аглону и на вновь обустроенной освященной площади отслужил мессу, в которой участвовало около 380 000 паломников.
Аглона ежегодно принимает тысячи туристов и верующих со всех концов света. Ежегодно 15 августа, в день Вознесения Богоматери, сюда прибывает более 150 тыс. паломников.

## Достопримечательности
- Католическая гимназия (ныне средняя школа)
- Музей хлеба (основан в 2005 году)[4]
- Частный музей Второй мировой войны

## Легенды и предания
- Легенда о могиле короля Литвы Миндовга в Аглоне по его смерти.
- Легенда о хранимом оригинале иконы Аглонской Богоматери (XIII век), что пребывает в алтаре Аглонской базилики.
- Святой источник, что за базиликой.